# نانسي سوتوس
نانسي سوتوس (بالإنجليزية: Nancy Sottos)‏ عالمة مواد أمريكية وأستاذة في الهندسة التطبيقية. حاصلة على درجة أستاذية دونالد ب. ويليت في قسم علم المواد والهندسة في جامعة إلينوي في إربانا-شامبين. وشاركت أيضًا في موضوع بحثٍ عن الجزيئات والبُنى النانوية الإلكترونية في معهد بيكمان للعلوم المتقدمة والتكنولوجيا. وترأّست مجموعة بحث سوتوس.
درست سوتوس تشوه وقصور المواد ضمن المقياس نصف المجهري والمجهري والنانومتري، وقدّمت إسهاماتٍ جليلةٍ في المواد ذاتية الإصلاح والمركبات مصفوفة البوليمرات المتقدمة والأغشية الرقيقة. وكانت رائدةً في مجال المواد التلاؤمية (متعدّدة الاستعمالات)، وأنتجت مع الكيميائي جيفري إس. مور وسكوت ر. وايت و2000 آخرون أوّل بوليمرات ذاتية الإصلاح.

## التعليم
درست نانسي سوتوس الهندسة الميكانيكية في جامعة ديلاوير، وتخرّجت منها بدرجة بكالوريوس علوم في عام 1986 وحصلت على شهادة الدكتوراه في عام 1991. شاركت أيضًا في منتخب الجامعة الرياضي للنساء وكانت ناشطة في مجلس إدارة الألعاب الرياضية ولجنة وضع المرأة.

## الحياة المهنية
قَبِلَت سوتوس منصبًا في هيئة التدريس في كلية الهندسة في جامعة إلينوي في إربانا-شامبين في عام 1991. وكانت عضوة في قسم الميكانيكا النظرية والتطبيقية، وفي وقتٍ لاحق عُيّنَت رئيسةً مؤقّتةً له. التحقت بقسم علوم المواد والهندسة في عام 2006، وحصلت على درجة أستاذية دونالد ب. ويليت في الهندسة لقسم علم المواد والهندسة وعالمة جامعية. وشاركت أيضًا في موضوع بحثٍ عن الجزيئات والبنى النانوية الإلكترونية في معهد بيكمان للعلوم المتقدمة والتكنولوجيا في عام 2004 خلفًا للدكتور جيفري مور.
نشطت سوتوس في هيئة تحرير مجلس الميكانيكا التجريبية (1999-2006) والتكنولوجيا والعلوم المركبة (منذ 2002 وحتى الآن). وهي زميلة في جمعية العلوم الهندسية (2007) وجمعية الميكانيكا التجريبية (2012). كانت رئيسة جمعية الميكانيكا التجريبية ما بين عامي 2014-2015.

## الأبحاث

### البوليمرات ذاتية الإصلاح
ساعدت سوتوس في تطوير أول مادة بوليمر ذاتية الإصلاح مع زملائها جيفري إس. مور وسكوت ر. وايت.:3–4 انتهت من بحثها عام 2000، ونُشِرَ في مجلة نيتشر في عام 2001. أظهروا في بحثهم أنّ عوامل الالتئام المُمَحفظة الميكروية يمكن أن تُبلمَر لتصلح مناطق الضرر مثل الشقوق الأصغر من شعرة الإنسان. اعتمدت طريقتهم على تطوير مصفوفة بوليمرية تشمل كلًا من عامل إصلاح سائل تفاعلي ومُحفِّز. في حين أن الأجزاء السليمة يُحتفَظ بها منفصلة هيكليًا. وُضِعَ العامل السائل ضمن المستودعات غير المتفاعلة داخل المادة، في حين كان المحفز متناثر في كل أجزاء البوليمر. بمجرد تلف المادة ووقوع صدع، تنفتح المستودعات وتسبّب الخاصية الشعرية تبعثر العامل السائل باتجاه المنطقة التالفة، حيث يتفاعل مع المحفز ويتصلّب لسدّ التصدع. لقد درسوا حالتين الأولى استخدام عامل التئام مضبوط ومحفز مبعثر والثانية استخدام عامل التئام مبعثر ومحفز مضبوط. باستخدام ثنائي حلقي البنتاديين (DCPD) وحفاز غرابز في مصفوفة إيبوكسي، شكّلوا مركب متعدد بينتدين الحلقي polycyclopentadiene لإغلاق الشقوق واستعادة ما يصل إلى 75% من صلابة منطقة الكسر الأصلية.
وطوّروا منذ ذلك الحين نظام الالتئام الذاتي الخالي من المحفزات باستخدام محفظة الكلوروبنزين الدقيقة مع مذيب نشط. يطلق الكسر مذيب الكلوروبنزين، الذي يغمر جيوب مونمرات الإيبوكسي غير المتفاعلة داخل الكسر. تحدث هناك البلمرة لملء الكسر. وقد استعادت اختبارات نظام الالتئام الذاتي الخالية من المحفز ما يصل إلى 82% من قوة الكسر.
كلا الطريقتين مثالان على الالتئام الذاتي، حيث يتم تشغيل آلية الإصلاح بحدوث الضرر. يمكن للمواد التي تعمل على الإصلاح الذاتي باستقلالية أن تحافظ على سلامتها الهيكلية تحت الضغط وتستمر لفترة أطول.

### الشبكات الوعائية الدقيقة
ركّزت سوتوس أيضًا على تصميم الشبكات الوعائية الدقيقة لتوزيع السوائل النشطة في أنظمة المواد الذاتية. توفر مثل هذه التصميمات إمكانية ’’الالتئام الذاتي والتجديد والاستشعار الذاتي والحماية الذاتية والتبريد الذاتي‘‘، على غرار خصائص الأنظمة البيولوجية.
لتصميم مثل هذه المواد، يوضَع نموذج ثلاثي الأبعاد من الأحبار العضوية، وتُعبّأ المسام الخلالية في نموذج مع راتنج الإيبوكسي. يُترَك البوليمر ليلتحم ومن ثم يُزال الحبر. المساحات التي تتركها تشكّل شبكات مكروية الأقنية ثلاثية الأبعاد ومُحدّدة بشكلٍ جيد، والتي يمكن ملأها بعوامل الالتئام. في هذا التصميم يمكن تضمين إمدادات أكبر من عامل الالتئام الذاتي في المواد التي تم إنشاؤها. عملية بناء مثل هذه المواد مُعقّدة جدًا.:8واستخدمت هذه الطريقة لدعم الالتئام الذاتي المتكرر في المواد المركبة المدعومة بالألياف. يمكن تخزين راتنج الإيبوكسي والمقسّيات في شبكات مكروية الأقنية متداخلة مجاورة. تؤدّي الأضرار التي لحقت ببنية الشبكة إلى خلط عوامل الالتئام بشكلٍ مستقل والتبلمر، فتلتصق بفعالية مع المنطقة التالفة في آنٍ واحد. لُوحِظ حدوث الالتئام بكفاءة تقارب 100% خلال سلسلة الكسور المتعددة. ولهذه الطريقة تطبيقاتٍ محتملة في تصميم واستخدام اللدائن المدعمة بألياف زجاجية وغيرها من المواد المركبة للهياكل بما في ذلك الطائرات وعنفات الرياح. لوحظ أيضًا أن الشبكات الوعائية الدقيقة يمكن أن تدعم التئام ضرر على نطاق واسع يصل إلى 11.2 مم.

### المواد ذاتية التبليغ
قام فريق بقيادة سوتوس ووينلي لي بتطوير مواد هيكلية بوليمرية يمكن أن تشير إلى وجود ضرر عن طريق تغيير لونها. ويمكن أن تكون المواد ذاتية التبليغ هذه بمثابة نظام إنذار متغير للألوان. أنتج الباحثون بوليمر يحتوي على محفظة دقيقة من راتنج الإيبوكسي وصِبغ حساس لدرجة PH. الضرر الذي يلحق بالبوليمر يسبب فتح المحافظ المكسورة واختلاط الصباغ بالإيبوكسي. بالمحصلة يؤدي التفاعل إلى تغيير لون المادة من الأصفر إلى الأحمر. كلّما كان الضرر أعمق، كلما تغيّر اللون أكثر كثافة. يمكّن هذا المشعر البصري المستقل المهندسين من الكشف عن الأضرار الميكانيكية والتدخل قبل أن ينهار الهيكل.

### المواد الذكية
شاركت سوتوس في تطوير المشعر الذاتي والمواد البوليمرية النشطة كيميائيًا ميكانيكيًا وحراريًا. تنتمي هذه البوليمرات غير العضوية الذكية إلى فئة من المواد الذكية، وتبدي وظائف سريعة الاستجابة للمحفزات. يمكن أن يؤدي إدخال محفز محدد مثل تغيير في القوة أو درجة الحرارة إلى التغيير المطلوب في واحد أو أكثر من خصائص البوليمر.

### الحساسية للقوة الميكانيكية
يمكن أن توفّر القوة الميكانيكية مصدرًا للطاقة المستخدمة بواسطة التفاعل الكيميائي المطلوب. لإنتاج مثل هذه المواد يتمّ بناء مجموعات كيميائية حساسة ميكانيكيًا تسمى الناقلات الميكانيكية mechanophores داخل التركيب الكيميائي للبوليمر. في مجموعة واحدة من التجارب، استخدم الباحثون جزيئات سبيروبيرانspiropyran للكشف عن الضغط الميكانيكي. ارتبط الناقل الميكانيكي سبيروبيران (SP) تساهميًا داخل بوليمر ثقالي الشكل مطاطي يدعى أكراليت متعدد الميثيل (PMA) وبوليمر صغير خرزي الشكل شبيه بالزجاج يدعى ميثاكريلات متعدد الميثيل (PMMA). استجابةً للضغط يتحول SP إلى ميروسيانين الفلوري (MC). يمكن تصنيف اتجاهات نويعات MC المتعلقة بقوة الشد على أساس تفاوت الاستقطاب الفلوري. السبيروبيرانات عادةً عديمة اللون ولكنها تتحول إلى ظلال زاهية من اللون الأحمر أو الأرجواني عند الضغط  ويمكن أن تتألق. أظهر الباحثون أيضًا أنّ القوة الميكانيكية لها القدرة على إحداث استجابة كيميائية في البوليمر، وتغيير الرابطة التساهمية. تتمثل الخطوة التالية في هذا البحث في استكشاف إمكانية استخدام التفاعلات الميكانيكية والكيميائية لتنشيط الطرق الكيميائية في المواد للاستجابة لموجات الصدم بطرق إيجابية، عن طريق تغيير أو تحسين خصائص المواد.

### الحساسية الحرارية
يركّز مجال آخر من الأبحاث على الوقاية من الانفلات الحراري في البطاريات. قام الباحثون بطلاء المصعد أو الطبقة العازلة من البطارية بكرات مجهرية حساسة للحرارة. تؤدي الزيادة في درجة الحرارة إلى انصهار الكرات المجهرية، ما يحول دون انتقال أيونات الليثيوم وتوقّف البطارية عن العمل. تم اختبار المجهرية الكرات المجهرية لكل من متعدد الإيثيلين وشمع البارافين باستخدام بطارية أيون الليثيوم CR2032 وأثبت كلاهما التشغيل الناجح للبطارية في درجات الحرارة العادية وإطفاء البطارية في درجات حرارة أقل من تلك التي سيتضرر فيها عازل البطارية.